# سامانثا باينز
سامانثا باينز (بالإنجليزية: Samantha Baines)‏ هي ممثلة أمريكية، ولدت في 28 نوفمبر 1987.

## وصلات خارجية
- سامانثا باينز على موقع IMDb (الإنجليزية)